# 奧爾克斯島
奧爾克斯島（Orcas Island）位於美國華盛頓州聖胡安縣，面積148平方公里，是聖胡安群島面積最大的島嶼。島上的憲法山高734公尺，是聖胡安群島最高峰。島上人口約5,000人。

奧爾克斯島